# Richard Milton
Jack Richard Milton, född 22 juni 1965, svensk simmare från Uppsala tävlande för Upsala simsällskap. Deltagare i två Olympiska spel, Los Angeles 1984 och Seoul 1988.

## Meriter på långbana
- OS-brons, 4x100 m frisim år 1984 i Los Angeles (simmade i försöken)

## Fotnoter
1. ↑  läs online, sok.se .[källa från Wikidata]